# Уилкинс, Рэй
Ре́ймонд Ко́лин Уи́лкинс (англ. Raymond Colin Wilkins; 14 сентября 1956, Хиллингтон, Мидлсекс, Англия — 4 апреля 2018) — английский футболист и тренер, экс-помощник главного тренера «Челси». Наибольшую известность Уилкинс получил, выступая за английский клуб «Челси», однако за свою карьеру ему довелось поиграть также за такие известные клубы, как «Манчестер Юнайтед», «Милан», «Пари Сен-Жермен», «Рейнджерс», и др. Играл в футбол на профессиональном уровне до 41 года. Входит в десятку игроков с наибольшим количеством матчей за сборную, принял участие в двух чемпионатах мира.

## Детство
Появился на свет 14 сентября 1956 года. В большой семье все были помешаны на футболе — начиная с отца, который играл на любительском уровне, и заканчивая Рэем и его братьями. Младший брат Дин Уилкинс стал успешным игроком и тренером «Брайтон энд Хоув Альбион», а Грэм и Стивен начинали свою карьеру вместе с Рэем, но больших успехов не добились.

## Клубная карьера

### «Челси»
Начиналась карьера Рэя в «Челси», тогда ещё очень далёком от звёздного статуса. Клуб во второй половине 70-х переживал сложные времена, и, возможно, поэтому молодому полузащитнику так быстро удалось пробиться в число основных игроков и даже в 18 лет стать капитаном команды. Повязку он получил от известного капитана «синих» Рона Харриса.
В то время в «Челси», как раз вылетевшем во Второй дивизион, сменился тренер — пришёл Эдди Маккриди, и клубу в связи с пошатнувшимся финансовым положением пришлось сделать ставку на молодёжь. Рэй был одним из лучших воспитанников Академии и постепенно становился ключевым игроком команды. В сезоне 1976/77 «Челси» вернулся в Первый дивизион.
После удачного сезона неожиданно ушёл Маккриди. После этого с командой пробовали работать Кен Шеллито и Дэнни Бланчфлауэр, но «синие» снова вылетели во Второй дивизион, а, чтобы решить финансовые проблемы, продали свою звезду в «Манчестер Юнайтед».

### «Манчестер Юнайтед»
В августе 1979 года Дейв Секстон (бывший тренер «Челси» и «Куинз Парк Рейнджерс») заплатил за Рэя 825 тысяч фунтов, очень серьёзные по тем временам деньги, и Уилкинс присоединился к тренировочному лагерю «Манчестер Юнайтед». Покупка эта должна была стать главным козырем манкунианцев в борьбе за чемпионство. Уже в первом сезоне с Уилкинсом в составе команда была близка к этому, но всё же осталась второй, на расстоянии двух очков от победившего «Ливерпуля».
Заполучить Уилкинса хотели и «Арсенал» с «Ливерпулем», но предложение «Манчестер Юнайтед» оказалось убедительнее. Неизвестно, жалел ли Рэй о своём выборе, так и не став чемпионом Англии. Наиболее близко он подошёл к титулу в первый свой сезон в команде «красных».
Болельщики «Юнайтед» запомнили Рэя исключительно тонко читающим игру плеймейкером. Фирменной «фишкой» Уилкинса был «крабовый пас» — когда мяч пасовался с филигранной точностью по дуге влево или вправо почти параллельно линии ворот. Делал это Рей с нарочито ленивым видом, как бы усыпляя противников. Прозвищем «Краб» Рэя наградил уже другой тренер «Манчестер Юнайтед» — Рон Аткинсон.
Но всё же без трофеев в «Манчестер Юнайтед» Рэй не остался. Более того — он забил гол в финале Кубка Англии 1983 с «Брайтон энд Хоув Альбион». Этот трофей так и останется единственным в английской карьере Рэя.
Постепенно Рэя начал вытеснять из основного состава будущий капитан манкунианцев Брайан Робсон. Имея такого игрока в центре поля, Рон Аткинсон решил принять предложение итальянского «Милана» и отпустить Рэя за 1,5 млн фунтов.
Позднее, уже при Алексе Фергюсоне, встанет вопрос о возвращении блестяще играющего за «Куинз Парк Рейнджерс» Рэя в «Манчестер Юнайтед», но Уилкинс не захочет покидать ставший родным Лондон.

### «Милан» и ПСЖ
Итальянский гранд, только выкарабкавшись из Серии В после скандала «Тотонеро 1980», решил усилиться парой английских легионеров — кроме Рэя в команду пришёл Марк Хэйтли. Тренировать «Милан» стал Нильс Лидхольм. Но Рэю опять не повезло — он снова попал в команду, которая была на спаде — «Милан» оказался на грани банкротства после махинаций Джузеппе Фарины, который перекачал все деньги со счетов клуба и уехал в Южную Америку.
Как раз после этого команда попала в руки Сильвио Берлускони, который тут же затеял кадровую перестройку. По составу «Милан» стал действительно одной из самых сильных команд Италии, но вот у Лидхольма никак не получалось наладить игру в обороне.
Всего Рэй за три сезона в Италии провёл 73 игры и забил 2 мяча, но не завоевал ни одного титула. Новый тренер — Арриго Сакки продал англичанина в «Пари Сен-Жермен».
Парижане как раз впервые стали чемпионами Франции под руководством Жерара Улье и решили усилиться для выступлений в Европе. Но в Париже Рэй не задержался. Когда он получил предложение от Грэма Сунесса о переходе в шотландский «Рейнджерс», тут же согласился.

### «Рейнджерс»
Сунесс заплатил за ветерана 250 тыс. фунтов, и «Бутч» получил возможность выиграть трофей. Команда Грэма Сунесса в то время имела тотальное превосходство над главным соперником — «Селтиком» и очень неплохо играла в Европе.
Два сезона в Шотландии принесли Рэю два чемпионства, Кубок лиги и уважение и любовь болельщиков. На «Айброкс» немолодого уже Уилкинса боготворили — его пасы, штрафные, угловые приводили в восторг публику.
Но понемногу Рей начал тосковать по Англии и ставшему родным Лондону. В конце концов, по семейным причинам Уилкинс решил вернуться домой. Последней его игрой за «Рейнджерс» стал домашний матч с «Данфермлин Атлетик». 40 тысяч болельщиков устроили овацию англичанину, который покидал клуб. Но оставался «Рейнджером», ибо путь его лежал в клуб Западного Лондона — «Куинз Парк Рейнджерс».

### «Куинз Парк Рейнджерс»
Казалось, карьера Уилкинса идёт к закату. Когда он пришёл в «Куинз Парк Рейнджерс», болельщики не были рады этому трансферу. «Хватит нам и Рида с Сэмми Ли» — говорили они, намекая на то что ветераны приезжают доигрывать в их команду, не особо выкладываясь.
Но Рэй оказался тем игроком, который к зрелым годам стал играть только лучше.

«Бегать я не любил и в молодые годы, за что достаточно часто получал от тренеров, поэтому проблемы в том, что я стал стареть, не видел — мои пасы были все так же точны, а черновую работу рядом со мной выполняли трудяги, типа Иана Холлоуэя, за что ему отдельное спасибо».

Огромная доля мячей бомбардиров «Куинз Парк Рейнджерс» тех лет были забиты с передач Рэя. Рэй Уилкинс времён «Куинз Парк Рейнджерс» был игроком намного более тонким и мудрым, возможно, даже более ценным для команды, чем в молодые годы. Кроме того, он был отменным психологом, ещё будучи игроком. Его называют «вторым отцом» Леса Фердинанда. Он не давал закиснуть молодому парню после уничижительной критики Дона Хау в раздевалке после матча с «Шеффилд Уэнсдей», подбадривая его и объясняя, как сыграть лучше.

«Многие молодые игроки были очень благодушно настроены и, когда совершали ошибку, успокаивали себя: „не повезло, исправлюсь в следующий раз“. Лес был в молодости именно таким. Возможно, именно я ему смог объяснить, что нельзя все сваливать на везение — если ты не забил, значит, что-то сделал не так, где-то недоработал!»

Рэй пришёл в команду при Треворе Френсисе, но того сразу же уволили, заменив на помощника — Дона Хау. Трибуны встретили Рэя неласково — все ещё помнили его красную карточку на чемпионате мира 1986, да и то, что он пришёл на место проданного в «Рейнджерс» за 560 тыс. фунтов более молодого Найджела Спэкмена, давало о себе знать.
Но уже после пары матчей стало видно, что этот «старик» ещё способен на многое. В матче с «Челси» он выдавал такие пасы на Леса Фердинанда, что тому оставалось только разбираться с вратарём.
Команда под предводительством Рэя потихоньку выбралась подальше от зоны вылета. Сам Уилкинс забил всего один мяч в сезоне 1989/90 — в ворота «Арсенала». Следующий сезон он провёл полностью и продолжал радовать трибуны «Лофтус Роуд».
Когда Рэй получил травму в сезоне 1991/92, команда посыпалась, и как результат — Дона Хау весной сменил Джерри Фрэнсис. Под руководством Фрэнсиса расцвёл Лес Фердинанд и вся команда. А главной изюминкой игры «Куинз Парк Рейнджерс» тех времён был именно Рэй. Он был «мозгом» той команды, которая в сезоне 1992/93 заняла 5 место в новообразованной Премьер-лиге и стала лучшей в Лондоне впервые после долгого перерыва.
Без его пасов вряд ли бы состоялись двое великолепных крайних Энди — Импи и Синтон. Когда ушёл Синтон, Рэй продолжал снабжать передачами Леса Фердинанда и Тревора Синклейра. Стандарты в его исполнении были всегда опасными, ибо мяч летел именно туда, где находился Лес Фердинанд.
После того наилучшего сезона начали ходить разговоры о том, что Рэй скоро станет играющим тренером, помогая Джерри Френсису. Сезон 1994/95 38-летний игрок уже провёл фактически на скамейке. В конце концов, Уилкинса отправили в «Кристал Пэлас». Болельщики были в шоке от такого решения Джерри Френсиса. Рэй фактически не играл на «Селхёрст Парке». В то же время его опыт, безусловно, ещё пригодился бы в «Куинз Парк Рейнджерс».

#### Играющий тренер
Но уже в ноябре 1994 года Фрэнсис ушёл в «Тоттенхэм Хотспур», и на его место тут же позвали «Краба» играющим тренером. Команда находилась в зоне вылета, но, когда её принял Рэй, закончила сезон под зоной еврокубков. Уилкинс оказался удивительно тонким психологом и мотиватором. Тем более он прекрасно знал этих игроков, их лучшие стороны.
Но продажа двух лучших игроков — Леса Фердинанда и Клайва Уилсона стала первым шагом к пропасти. Вторым — трансферные решения Рэя. Он оказался отличным тренером, но неудачливым менеджером. Его трансферные «находки» — Нед Зелич, Юрген Зоммер, Грег Гудбридж, Саймон Осборн — так и не усилили команду. Зелич не смог прижиться в Лондоне, остальные оказались довольно посредственными игроками.
Команда, потерявшая главного бомбардира, поплыла и, несмотря на усилия Дэнни Дичио и Кевина Галлена, вылетела из Премьер-лиги. Но никто не терял надежды на быстрое возвращение. Новый сезон встречали с оптимизмом. Команда и начала его отлично — две победы и ничья с «Вулверхэмптон Уондерерс» на выезде. Но тут произошла отставка менеджера.

Вот что он говорит об этом: «Некоторые вещи „за кулисами“ становились все более нестерпимыми. Мы начали сезон неплохо, но проиграли дома „Болтону“ — сильной по меркам первого дивизиона команде. Если быть честным, то я был уверен, что мы вернемся в зону плей-офф в любом случае. Кевин, конечно, повредил колено, но у нас были и другие хорошие игроки. То, что случилось после матча, стало для меня шоком.»

Ветеран команды Алан Макдональд назвал уход Рэя последней ступенькой на дороге в бездну. Клуб больше не демонстрировал ни результата, ни тем более той игры, которая была присуща команде Уилкинса — игроки сбились на постоянные навесы, и больше болельщики не увидели осмысленной игры в пас на «Лофте» в исполнении родной команды.

## Тренерская карьера
Поиграв за «Уиком Уондерерс» и «Хиберниан», он недолго поруководил «Фулхэмом», чтобы передать его в руки Кевину Кигану. А затем принял приглашение Джанлуки Виалли и стал его помощником в «Челси». Огромный вклад в будущие победы той команды сделал именно Рэй — он отвечал за индивидуальные беседы с игроками, проводил тренировки.
Когда итальянец оказался в «Уотфорде», то он сразу же взял с собой Уилкинса и занялся своим любимым делом — трансферами, переложив все тренерские обязанности на Рэя. Но вот в это раз трансферная деятельность Джанлуки была не столь удачной, как в «Челси». После увольнения из стана «шершней» Рэй помогал Питеру Тейлору в молодёжной сборной Англии и Деннису Уайзу в «Миллуолле».
В сентябре 2008 года Уилкинс в третий раз вернулся в «Челси», Питер Кеньон пригласил именно Уилкинса помогать новому тренеру «синих» Луису Фелипе Сколари. После его увольнения Рэй Уилкинс остался на посту помощника главного тренера «Челси» и при Гусе Хиддинке. В 2009 году он отвечал за матч пятого раунда Кубка Англии с «Уотфордом» в качестве исполняющего обязанности главного тренера, пока официально Гус Хиддинк не принял клуб. Гус Хиддинк привёл клуб к победе в Кубке Англии 2008/09 и вернулся в расположение сборной России, а Уилкинс продолжил работать, но уже с новым тренером Карло Анчелотти. Сезон 2009/10 стал для «Челси» триумфальным, клуб выиграл «золотой дубль». В сезоне 2010/11 после поражения «Челси» от «Сандерленда» на «Стэмфорд Бридж» (0:3), Рэй Уилкинс был уволен с поста помощника главного тренера «аристократов».

## Карьера в сборной
Рэй Уилкинс дебютировал в сборной Англии ещё игроком «Челси». Дон Реви вызвал 20-летнего игрока Второго дивизиона на товарищеский матч с Италией. Первым серьёзным турниром для него стал чемпионат Европы 1980.
На этом турнире англичане сыграли вничью с бельгийцами, проиграли Италии и, несмотря на то, что победили испанцев, не смогли выйти из группы. Зато Рэй забил просто шедевральный гол в ворота бельгийцев — пройдя четырёх защитников, забросил мяч за голову вратарю в стиле Бобби Чарльтона.
На чемпионат мира 1982 Рэй поехал капитаном сборной. Англичане легко прошли первый групповой турнир, победив Францию, Чехословакию и Кувейт. Но во втором раунде, сыграв две нулевых ничьих с испанцами и немцами, остались за чертой полуфинала. Рэй провёл все матчи в основе.
После чемпионата мира ему пришлось отдать капитанскую повязку как в сборной, так и в клубе набиравшему обороты «капитану Марвелу» Брайану Робсону.
Последний большой турнир для Рэя был омрачён единственным удалением за всю карьеру и невзрачной игрой сборной. После поражения от португальцев англичане должны были обыгрывать марокканцев, но вот тут-то Рэй и получил единственное удаление. Матч закончился вничью, и болельщики всю вину возложили на Уилкинса. Англичане в последнем матче группы благодаря хет-трику Гари Линекера обыграли поляков и вышли из группы, но Рэй в Мексике больше не играл. Пройдя парагвайцев, сборная Англии уступила команде Марадоны, не в последнюю очередь благодаря его голу рукой, и поехала домой.
Рэй сыграл ещё в паре матчей осенью 1986 года и больше не вызывался в сборную Англии.

## Статистика

### Игрока
| 1973/74                       | Челси                         | Первый дивизион               | 6   | 0  |
| 1974/75                       | Челси                         | Первый дивизион               | 21  | 2  |
| 1975/76                       | Челси                         | Второй дивизион               | 40  | 11 |
| 1976/77                       | Челси                         | Второй дивизион               | 42  | 8  |
| 1977/78                       | Челси                         | Первый дивизион               | 33  | 6  |
| 1978/79                       | Челси                         | Первый дивизион               | 35  | 3  |
| Всего за Челси                | Всего за Челси                | Всего за Челси                | 179 | 30 |
| 1979/80                       | Манчестер Юнайтед             | Первый дивизион               | 27  | 3  |
| 1980/81                       | Манчестер Юнайтед             | Первый дивизион               | 37  | 2  |
| 1981/82                       | Манчестер Юнайтед             | Первый дивизион               | 13  | 0  |
| 1982/83                       | Манчестер Юнайтед             | Первый дивизион               | 42  | 1  |
| 1983/84                       | Манчестер Юнайтед             | Первый дивизион               | 26  | 1  |
| Всего за Манчестер Юнайтед    | Всего за Манчестер Юнайтед    | Всего за Манчестер Юнайтед    | 160 | 7  |
| 1984/85                       | Милан                         | Серия A                       | 28  | 0  |
| 1985/86                       | Милан                         | Серия A                       | 29  | 2  |
| 1986/87                       | Милан                         | Серия A                       | 16  | 0  |
| Всего за Милан                | Всего за Милан                | Всего за Милан                | 73  | 2  |
| 1987/88                       | Пари Сен-Жермен               | Дивизион 1                    | 13  | 0  |
| Всего за Пари Сен-Жермен      | Всего за Пари Сен-Жермен      | Всего за Пари Сен-Жермен      | 13  | 0  |
| 1987/88                       | Рейнджерс                     | Первый дивизион               | 24  | 1  |
| 1988/89                       | Рейнджерс                     | Первый дивизион               | 31  | 1  |
| 1989/90                       | Рейнджерс                     | Первый дивизион               | 15  | 0  |
| Всего за Рейнджерс            | Всего за Рейнджерс            | Всего за Рейнджерс            | 70  | 2  |
| 1989/90                       | Куинз Парк Рейнджерс          | Первый дивизион               | 23  | 1  |
| 1990/91                       | Куинз Парк Рейнджерс          | Первый дивизион               | 38  | 2  |
| 1991/92                       | Куинз Парк Рейнджерс          | Первый дивизион               | 21  | 2  |
| 1992/93                       | Куинз Парк Рейнджерс          | Премьер-лига                  | 27  | 2  |
| 1993/94                       | Куинз Парк Рейнджерс          | Премьер-лига                  | 39  | 1  |
| 1994/95                       | Куинз Парк Рейнджерс          | Премьер-лига                  | 2   | 0  |
| Всего за Куинз Парк Рейнджерс | Всего за Куинз Парк Рейнджерс | Всего за Куинз Парк Рейнджерс | 150 | 8  |
| 1994/95                       | Кристал Пэлас                 | Премьер-лига                  | 1   | 0  |
| Всего за Кристал Пэлас        | Всего за Кристал Пэлас        | Всего за Кристал Пэлас        | 1   | 0  |
| 1995/96                       | Куинз Парк Рейнджерс          | Премьер-лига                  | 39  | 1  |
| 1996/97                       | Куинз Парк Рейнджерс          | Премьер-лига                  | 2   | 0  |
| Всего за Куинз Парк Рейнджерс | Всего за Куинз Парк Рейнджерс | Всего за Куинз Парк Рейнджерс | 41  | 1  |
| 1996/97                       | Уиком Уондерерс               | Первый дивизион               | 1   | 0  |
| Всего за Уиком Уондерерс      | Всего за Уиком Уондерерс      | Всего за Уиком Уондерерс      | 1   | 0  |
| 1996/97                       | Хиберниан                     | Первый дивизион               | 16  | 0  |
| Всего за Хиберниан            | Всего за Хиберниан            | Всего за Хиберниан            | 16  | 0  |
| 1997/98                       | Миллуолл                      | Второй дивизион               | 3   | 0  |
| Всего за Уиком Уондерерс      | Всего за Уиком Уондерерс      | Всего за Уиком Уондерерс      | 3   | 0  |
| 1997/98                       | Лейтон Ориент                 | Третий дивизион               | 3   | 0  |
| Всего за Лейтон Ориент        | Всего за Лейтон Ориент        | Всего за Лейтон Ориент        | 3   | 0  |
| Всего за карьеру              | Всего за карьеру              | Всего за карьеру              | 695 | 49 |

### Тренерская статистика
| Клуб                 | Начало работы    | Завершение работы | Показатели | Показатели | Показатели | Показатели | Показатели | Показатели |
| Клуб                 | Начало работы    | Завершение работы | И          | В          | Н          | П          | % побед    |            |
| -------------------- | ---------------- | ----------------- | ---------- | ---------- | ---------- | ---------- | ---------- | ---------- |
| Куинз Парк Рейнджерс | 15 ноября 1994   | 4 сентября 1996   | 80         | 31         | 13         | 36         | 038,75     |            |
| Фулхэм               | 25 сентября 1997 | 7 мая 1998        | 43         | 20         | 8          | 15         | 046,51     |            |
| Челси (и. о.)        | 13 сентября 2000 | 17 сентября 2000  | 1          | 1          | 0          | 0          | 100,00     |            |
| Челси (и. о.)        | 9 февраля 2009   | 14 февраля 2009   | 1          | 1          | 0          | 0          | 100,00     |            |
| Сборная Иордании     | 3 сентября 2014  | 1 июля 2015       | 15         | 2          | 2          | 11         | 013,33     |            |
| Итого                | Итого            | Итого             | 142        | 56         | 23         | 63         | 039,44     |            |

## Достижения

### Командные достижения
«Манчестер Юнайтед»
- Обладатель Кубка Англии: 1983
- Обладатель Суперкубка Англии: 1983
- Итого: 2 трофея

«Рейнджерс»
- Чемпион Шотландии: 1988/89
- Обладатель Кубка шотландской лиги: 1988
- Итого: 2 трофея

Сборная Англии
- Обладатель Кубка Стэнли Роуза: 1986
- Победитель Домашнего чемпионата Великобритании (3): 1978, 1982, 1983
- Итого: 4 трофея

### Личные достижения
- Игрок года по версии болельщиков «Челси» (2): 1976, 1977

## Награды
- Кавалер Ордена Британской империи (MBE)